# 21e gala des prix Félix
Les lauréats des prix Félix en 1999, artistes québécois œuvrant dans l'industrie de la chanson, ont reçu leurs récompenses à l'occasion du vingt-et-unième Gala de l'ADISQ animé par Véronique Cloutier et qui eut lieu le 31 octobre 1999.

## Interprète masculin de l'année
- Bruno Pelletier

Autres nommés : Richard Desjardins, Garou, Éric Lapointe, Jean Leloup, Kevin Parent, Michel Rivard.

## Interprète féminine de l'année
- Isabelle Boulay

Autres nommées : France D'Amour, Luce Dufault, Lara Fabian, Laurence Jalbert, Marie-Claire Séguin, Mara Tremblay.

## Révélation de l'année
- Garou

Autres nommés : Ann Victor, Steeve Diamond, la Chicane, Nodéjà, Mara Tremblay.

## Groupe de l'année
- Les Colocs

Autres nommés : Ann Victor, la Chicane, Dubmatique, Okoumé.

## Auteur-compositeur de l'année
- Jean Leloup

Autres nommés : François Bourassa, Richard Desjardins, Sylvain Lelièvre, Mara Tremblay.

## Artiste s'étant le plus illustré hors Québec
- Notre-Dame de Paris (Artistes variés)

Autres nommés : Isabelle Boulay, Lara Fabian, Anthony Kavanagh, Lynda Lemay.

## Artiste de la francophonie s'étant le plus illustré au Québec
- Zachary Richard

Autres nommés : Francis Cabrel, Thomas Fersen, Louise Attaque, Manau.

## Artiste s'étant illustré dans une langue autre que le français
- Céline Dion

Autres nommés : Ray Bonneville, Steve Hill, Ginette Reno, Shades of culture.

## Chanson populaire de l'année
- Le temps des cathédrales de Bruno Pelletier

Autres nommées : En mon bonheur de Daniel Bélanger, Le saule d'Isabelle Boulay, Dieu, que le monde est injuste de Garou, Calvaire de la Chicane, Rien à regretter d'Éric Lapointe, La vie est laide de Jean Leloup, Maudite jalousie de Kevin Parent, Maudit bonheur de Michel Rivard, Je resterai là de Roch Voisine.

## Album le plus vendu
- Notre-Dame de Paris - L'intégrale (Artistes variés)

Autres nommés : Dehors novembre des Colocs, États d'amour de Isabelle Boulay, Grand parleur petit faiseur de Kevin Parent, Les fourmis de Jean Leloup.

## Album pop de l'année
- Notre-Dame de Paris - L'intégrale (Artistes variés)

Autres nommés : Boom Boom de Richard Desjardins, Des milliards de choses de Luce Dufault, L'amour c'est d'l'ouvrage de Jean-Pierre Ferland, Lynda Lemay Live de Lynda Lemay.

## Album rock de l'année
- Les fourmis de Jean Leloup

Autres nommés : En catimini de la Chicane, Résidents de la ville de Marc-Andrée Leclerc.

## Album pop-rock de l'année
- Grand parleur petit faiseur de Kevin Parent

Autres nommés : Le chien de Dan Bigras, Mixed Grill de Plume Latraverse, Centre-ville de Nelson Minville, Greatest Hits de Pépé Inc..

## Album rock alternatif de l'année
- Le chihuahua de Mara Tremblay

## Album country de l'année
- À mon père de Renée Martel

Autres nommés : L'amour country de Pier Béland, L'homme qui a vu l'homme des Ours, Si pour m'aimer de Josée Truchon.

## Album hip-hop de l'année
- Dubmatique de Dubmatique

## Album jazz de l'année
- Just in Time d'Oliver Jones

## Album instrumental de l'année
- Sommeil profond - Ondes delta de Marc Pouliot

## Album folk de l'année
- Xe de la Bottine souriante

## Album enfant de l'année
- Les chansons de Caillou de Caillou

## Album humour de l'année
- Yvon Deschamps au Manoir Rouville-Campbell d'Yvon Deschamps

Autres nommés : C'est pas possible de Normand L'Amour, Crampe en masse de Ghyslain Dufresne et Mathieu Gratton, JMP 850 de Jean-Marc Parent, Mononc' Serge chante 98 de Mononc' Serge.

## Spectacle de l'année - auteur-compositeur-interprète
- Jean Leloup au printemps de Jean Leloup

Autres nommés : Boom Boom de Richard Desjardins, les Colocs de les Colocs, Grand parleur petit faiseur de Kevin Parent, Maudit bonheur de Michel Rivard.

## Spectacle de l'année - interprète
- Notre-Dame de Paris (Artistes variés)

Autres nommés : Isabelle Boulay fait une scène d'Isabelle Boulay, la Bottine Souriante de la Bottine Souriante, Casino Country de Patrick Norman et Renée Martel, Spectacle de la Fête nationale 1998 (Artistes variés).

## Spectacle humour
- Rien de Pierre Légaré

Autres nommés : Le ténor de l'humour de Steeve Diamond, Mario Jean de Mario Jean, Le Chum à Céline de Jean-Guy Moreau, Yves et Martin de Yves P. Pelletier et Martin Drainville.

## Vidéoclip de l'année
- La vie est laide de Jean Leloup

Autres nommés : Le saule d'Isabelle Boulay, Le teint de Linda de Mara Tremblay, Maudite jalousie de Kevin Parent, Tassez-vous d'là des Colocs

## Hommage
- Claude Léveillée

## Sources
Gala de l'ADISQ 1999